# Слатки пелин
Слатки пелин (Artemisia annua) једногодишња је зељаста биљка из рода пелина (Artemisia) који припада породици главочика (Asteraceae). Аутохтона је сорта из умерених подручја Азије, али је због свог медицинског значаја данас раширена широм света, посебно у јужној и Југоисточној Европи и Северној Америци. У природи расте као коровска биљка.

## Опис и значај таксона
Слатки пелин је једногодишња зељаста биљка из рода пелина. Стабло је усправно и смеђе боје, биљка је прекривена ситним длачицама, а у висину у природи нарасте од 30 до 100 центиметара. Култивисане биљке могу да нарасту до 2 метра. Листови су рашчлањени обично у два или три мања листа, дужине су између 3 и 5 цм. Цветови су појединачни, жућкасто-зеленкасте боје и имају пречник од 2−2,5 цм, а цваст има облик грозда. Плодови су без папуса, пречника између 0,6 и 0,8 мм. Цвета од јула до августа, а семе се формира од августа до септембра. У зависности од климе и географске ширине вегетациони период траје од 190 до 240 дана. 
Један од најважнијих хемијских састојака слатког пелина је органско једињење артемисинин чија концентрација у осушеним листовима дивљег слатког пелина износи између 0 и 1,5%. У новим хибридима концентрација овог једињења је нешто виша и износи и преко 2%. 
Артемисинин се користи као ефективно средство за лечење маларије, а признат је као такав од стране светске здравствене организације. Коришћење артесуната, полусинтетичког деривата из слатког пелина, за лечење тешких облика маларије је веома истакнуто у бројним медицинским публикацијама. Артесунат је веома делотворан у поређењу са кинином и има мање нежељених ефеката. Његова делотворност се такође показала и код паразитских инфекција као што је шистозомијаза. Такође се користи за ефективно уништавање бактерија, гљивица и неких вируса. Научна истраживања која су усмерена у правцу проналажења лека против рака наводе да има антиканцерогено дејство.
Уље од слатког пелина се последњих година све више у источњачкој медицини користи у лечењу свих врста карцинома и кожних обољења.